# Léon Descharmes
Auguste Marie Léon Descharmes (Caen, 2 juillet 1834 - Jacob-Bellecombette, Savoie, 5 juillet 1916) est un officier de cavalerie français, général de brigade.

## Cadre familial
Léon Descharmes est le fils de Victor Emélie Descharmes, officier de cavalerie et chevalier de la Légion d'honneur, et de Marie Anne Ida Régny.

## Brillante carrière
Engagé au 1er Régiment de Lanciers, il entra à Saint-Cyr le 15 novembre 1853 et en sortit dans la cavalerie.
 Sous-lieutenant au 2e lanciers, puis au régiment de Dragons de l'Impératrice (1856), il devint lieutenant en 1863, après avoir suivi les cours de l’École de cavalerie et fait, en 1859, la campagne d'Italie.
En 1866, il fit partie de la  mission militaire française au Japon - sous les ordres du capitaine Jules Chanoine, où il resta jusqu'en 1869 et y fut promu capitaine.

Passé aux chasseurs d'Afrique en 1869, il fit la campagne de 1870 à l'armée de Mac-Mahon et prit part aux célèbres charges de Sedan. Il y fut blessé et fait prisonnier.
À son retour de captivité, il prit part à la répression de la Commune de Paris, retourna en Algérie, puis fut, de nouveau affecté à la mission militaire au Japon (février 1872- mai 1876); dans l'intervalle, il fut promu chef d'escadron (27 mai 1875). En Algérie (1876-1877), lieutenant-colonel le 28 février 1881, il fut attaché militaire à Londres et y resta jusqu'en mai 1885.
Colonel du 19e Ddragons à son retour, il fut désigné pour suivre les manœuvres de l'armée anglaises aux indes (décembre 1885- mai 1886). commandant par intérim de la 2e brigade de cuirassiers, il fut maintenu dans ce commandement lors de sa nomination (29 décembre 1891) comme général de brigade.
Membre des comités techniques de la cavalerie et d'état-major en 1893, il passa au cadre de réserve le 2 juillet 1896. Affecté au service de commandements dans le gouvernement militaire de Paris en mars 1900, il fut relevé de ce poste en raison de son âge le 29 mars 1904 et mourut le 5 juillet 1916.

## Décorations
Décorations françaises :
- commandeur de la Légion d'honneur (chev. 3 juin 1871, off. 7 octobre 1884, comm. 10 juillet 1895)
- officier d'académie (14 juillet 1881)
- titulaire de la médaille d'Italie
- titulaire de la médaille coloniale

Décorations étrangères :
- commandeur de l'ordre impérial du Soleil levant du Japon (4e classe le 9 mars 1878, comm. 9 juillet 1885)
- grand officier du trésor sacré du Japon (11 mars 1895)